# Museu Judaico do Porto
O Museu Judaico do Porto foi inaugurado em 2019 pela Comunidade Judaica do Porto (CIP/CJP) em parceria com a B’nai B’rith International. No discurso da inauguração, o Presidente desta organização judaica, a mais antiga do mundo, disse: “Este Museu Judaico pontuará o despertar da vida judaica em Portugal e serve como farol de luz para o resto da Europa, uma terra hoje obscurecida pelo ressurgente antissemitismo”.
Destinado a apoiar a luta contra o antissemitismo, a Comunidade Judaica do Porto disponibilizou um vídeo sobre o Museu Judaico do Porto que dá uma visão fílmica muito completa do espaço.
O Museu situa-se na Rua de Guerra Junqueiro, em frente da sinagoga. Transpostos os primeiros portões de segurança, o visitante não consegue ficar indiferente. No jardim encontra-se uma epígrafe de pedra em memória do Grão-Rabbi Isaac Aboab, a maior autoridade religiosa no século XV, que viveu e morreu no Porto, depois da expulsão dos judeus de Espanha, tendo sido sepultado pelo matemático e astrónomo Abraham Zacuto. Mais à frente, numa grande vitrina, está preservada uma carroça-prisão da Inquisição, usada no filme "1618" produzido pelo realizador Luís Ismael para a Comunidade. Finalmente, à entrada no edifício, uma mensagem em hebraico, que pode ser traduzida assim: “Pelo mundo afora, onde um judeu encontrar um português, que o ajude; e onde um português encontrar um judeu, que o ajude também.”
A primeira sala contém inúmeros objetos relevantíssimos para a religião judaica — os rolos da Torá, uma réplica do Templo de Jerusalém, os volumes do Talmude, a obra Mishné Torá de Moisés Maimonides, o shofar e até um candelabro de ouro. É feita uma viagem plurissecular, que começa com Abraão, que cumpria as chamadas Sete Leis de Noé e prossegue com a história dos seus sucessores, a chegada ao Egipto, a epopeia que conduziu os hebreus ao Monte Sinai e à conquista de Canaã, o reinado de David, as dez tribos perdidas, a destruição do primeiro Templo, a destruição do segundo e a partida dos judeus para o exílio, incluindo a península Ibérica, onde durante séculos conviveram sucessivamente com romanos, germanos, muçulmanos e católicos.
Fora da primeira sala, a viagem, acompanhada por recortes fílmicos de todas as épocas, mostra ao visitante o ambiente da comunidade judaica medieval, a epígrafe do sinagoga de Monchique, o Édito de expulsão decretado pelo rei D. Manuel, as vagas migratórias de judeus portugueses para todos os continentes e três séculos de inquisição. 
O regresso dos judeus à cidade deu-se no século XIX, alguns antes mesmo da abolição oficial da Inquisição em 1821. Os "retornados" eram judeus sefarditas provenientes de Marrocos, Gibraltar, Veneza, Londres, Marselha, Lisboa, São Miguel, Ilha Terceira e outras, de apelidos Abecassis, Abudarham, Amzalak, Afflalo, Abohbot, Anahory, Ezaguy, Azavey, Danino, Benhanon, Benchimol, Bensabat, Cohen, Bensaúde, Serfaty, Ohayon e Azulay. Face à inexistência de um cemitério judaico no Porto, as referidas famílias judias, quando falecidas, eram sepultadas nos talhões não-católicos dos cemitérios municipais portuenses, nos cemitérios britânicos do Porto, Lisboa e Figueira da Foz e nos cemitérios judaicos de Lisboa, Faro e Açores.
Não se conhecem as razões pelas quais a referida comunidade sefardita não se desenvolveu e foi desaparecendo na cidade. No final do século XIX, muito poucos são os seus membros e a comunidade judaica da cidade é já essencialmente asquenazita, sobretudo alemã, vindo a desenvolver-se muito durante e imediatamente após a Primeira Guerra Mundial, com a chegada de judeus da Bielorrússia, Ucrânia, Rússia, Polónia e Lituânia.
Da referida comunidade asquenazita fizeram parte judeus com os apelidos Cohen, Gollschmidt, Reisman, Goetz, Kimpel, Rosenthal, Kieper, Feldtman, Gotscher, Kolitzus, Naupton, Hitzmann, Rothgang, Feist, Zoller, Karlheinz, Wigder, Neumann, Friedman, Yanovsky, Sorin, Stern, Halpern, Roskin, Kniszinsky, Schuman, Bronstein, Bronstein, Levy, Goold, Levithin, Lieberman e outros.
Em 1923, foi aceite, no seio das famílias asquenazitas, um casal de judeus portugueses, ambos convertidos, encabeçada por um militar de grande vigor e intelectualidade. Superando a natureza introvertida de dezassete irmãos de fé da Europa Central e de Leste — Yitchok Yanovsky, Shepsl Yanovsky, Herschel Yanovsky, Leon Sorin, Haim Sorin, Tobias Stern, Armand Halpern, David Halpern, Hoshea Roskin, Menasseh Kniszinsky, Meir Kniszinsky, Abicin Schuman, Haim Bronstein, Ezra Bronstein, Ber Levithin, Abraham Lieberman e Giuseppe Levy —, o capitão Barros Basto convenceu-os a constituir legalmente uma associação chamada “Comunidade Israelita do Porto” (CIP), semelhante à “Comunidade Israelita de Lisboa” (CIL).
Em 1926, Barros Basto recebeu na CIP três indivíduos marranos, de genealogia matrilinear desconhecida, e por isso não-judeus, que comiam carne de porco e estavam imersos em práticas cristãs. A partir de então, o capitão encabeçou um projecto pessoal, com a ajuda da comunidade sefardita de Londres, para tentar converter ao judaísmo os marranos em geral, então milhares em todo o país, tentativa da qual resultou, paga pela diáspora sefardita, a grande sinagoga Kadoorie Mekor Haim, mas não um único judeu oficial à luz da lei judaica.
Durante e depois da construção do edifício da sinagoga, este ficou entregue às poucas famílias Ashkenazi da cidade — Yanovsky, Knikinsky, Roskin, Beigel, Rabinovich, Finkelstein, Cymerman, Pressman, Flitterman, Oppenheim e outras — e acabou por desempenhar um papel importante no acolhimento de refugiados durante a Segunda Guerra Mundial, seguindo-se todavia décadas de grande vazio e desolação.
A parte do Museu referente ao século XXI mostra inúmeras atividades religiosas e culturais, bem como cartas recebidas de personalidades tão relevantes como o Papa Francisco, o Primeiro-Ministro António Costa e o Diretor da Anti-Defamation League, Jonathan Greenblatt. As últimas salas do Museu, com uma vista esplendorosa para a sinagoga, contêm uma garrafeira de vinho do Porto, marca da cidade tal como a comunidade judaica; e, outra, inúmeros prémios ganhos em festivais de cinema a respeito de filmes que a comunidade produziu num projecto, único no mundo, com a Diocese do Porto, que envolve ações de beneficência.
O Museu Judaico do Porto insere-se numa estratégia da comunidade judaica local de combate ao antissemitismo — estratégia que também inclui visitas de escolas à Sinagoga Kadoorie Mekor Haim; filmes sobre a história dos judeus em Portugal; cursos para professores do ensino secundário e outros interessados em temas relacionados com o judaísmo e a história dos judeus; e visitas ao Museu do Holocausto da cidade. Em 2021 é inaugurada uma nova sala sobre a Operação Entebbe. 
O presidente da organização de direitos humanos B'nai B'rith International, afirmou que "os museus judaicos e do Holocausto são fundamentais numa Europa onde cada vez mais pessoas odeiam os judeus, o judaísmo e Israel. Em 2019, eu próprio inaugurei o Museu Judaico no Porto e reuni em Lisboa com Catarina Vaz Pinto para que o Museu Judaico desta cidade não seja esquecido".
Também o Diretor Nacional da Anti Defamation League sublinhou a necessidade dos dois museus articulados no combate ao antissemitismo: "O Museu do Holocausto transmitirá a todos uma lição importante: 'não fique em silêncio diante do mal!' e o Museu Judaico tenderá a reduzir as teorias da conspiração e os estereótipos malignos contra os judeus".
Em 2021, a Comunidade Judaica do Porto e a Sociedade Histórica da Independência de Portugal celebraram um Protocolo de parceria, amizade e cooperação, com o objetivo de aprofundar o conhecimento da história de Portugal e de ambas as instituições.

O protocolo estabelece que se realizará rotativamente um encontro anual, no Museu Judaico do Porto e no Palácio da Independência em Lisboa, que poderá realizar uma sessão para abordagem de um tema de relevo público e interesse comum.

I Curso do Centro de Educação Judaica do PortoI Curso do Centro de Educação Judaica do Porto

## Ligações Externas
- Página oficial do Museu Judaico do Porto
- https://www.jns.org/opinion/can-portugal-be-europes-model-for-fostering-jewish-life/